# Distretto di Zėl'va
Il distretto di Zėl'va (in bielorusso Зэльвенскі раён?) è un distretto (raën) della Bielorussia appartenente alla regione di Hrodna.